# كيث روبنز
كيث روبنز (بالإنجليزية: Keith Robbins)‏ هو مؤرخ بريطاني، ولد في 9 أبريل 1940.